# ByeAlex

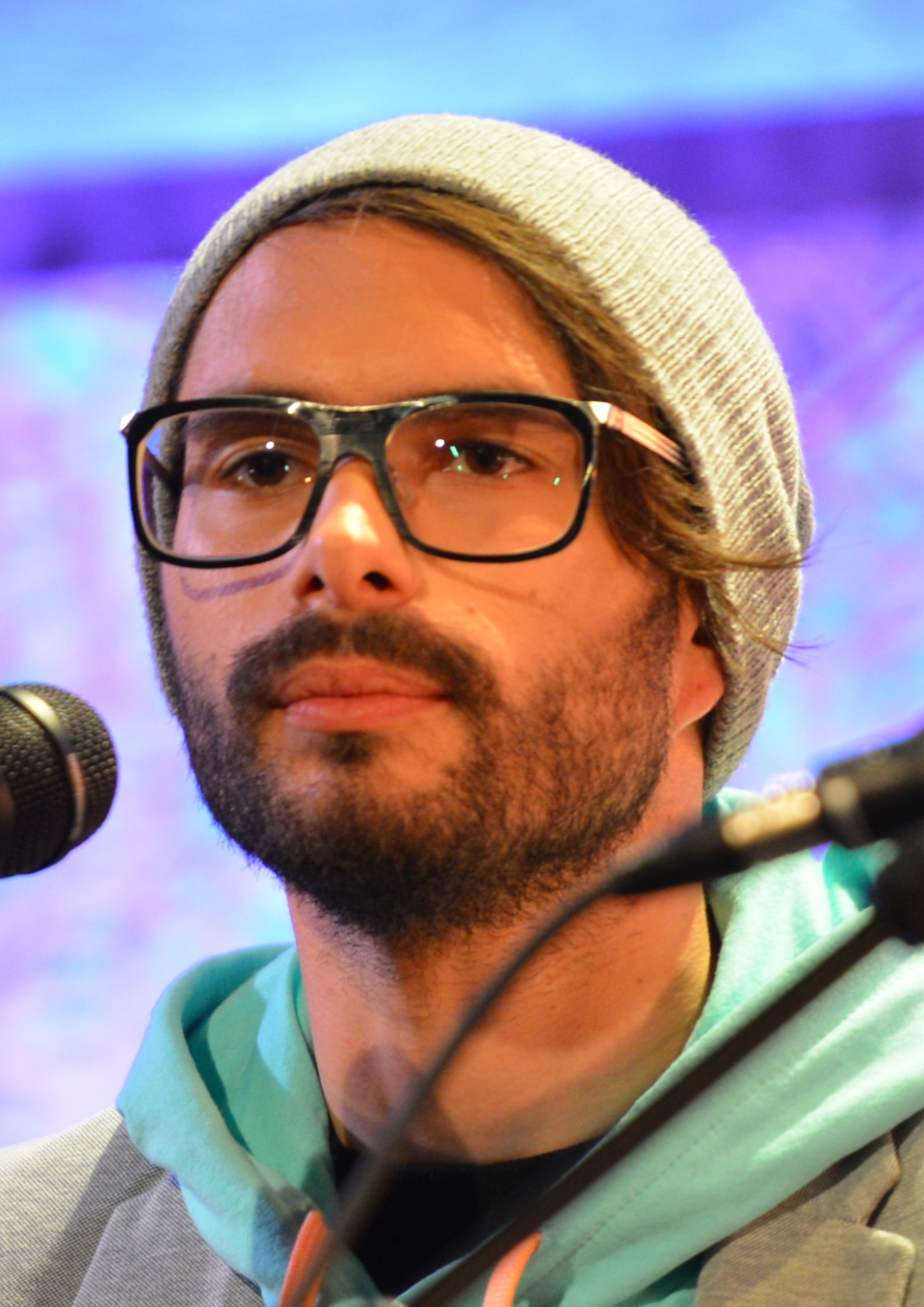
ByeAlex (2013)

ByeAlex (nascido Alex Márta, Kisvárda, Hungria, 6 de Junho de 1984) é um cantor indie-pop húngaro que representou a Hungria no Festival Eurovisão da Canção 2013, em Malmö, na Suécia, com a música "Kedvesem".

## Discografia

### Singles
- "Csókolom" (2012)
- "Láttamoztam" (2012)
- "Kedvesem" (2012)

#### Como artista em destaque
- John the Valiant - "Te vagy" (2012)